# Port lotniczy Nkongsamba
Port lotniczy Nkongsamba – krajowy port lotniczy zlokalizowany w kameruńskim mieście Nkongsamba.